# Shirley Mills
Shirley Mills Hanson (Tacoma, 8 de abril de 1926 – Arcadia, 31 de março de 2010) foi uma atriz estadunidense, mais conhecida por sua atuação no filme As Vinhas da Ira de 1940 como a menina Ruthie Joad, e por cenas de nudez infantil de filmes exploitation, como Child Bride (Noiva Criança, em livre tradução), quando tinha apenas doze anos de idade.

## Biografia
Nascida Shirley Olivia Mills, iniciou sua carreira em 1937, após sua família haver se mudado para o sul da Califórnia para que pudesse atuar no cinema. Já em 1939 apareceu numa cena dramática ao lado de Gloria Jean no filme The Under-Pup, como um teste feito pelo diretor John Ford para saber se estava apta para atuar em Vinhas da Ira.
Figurou em outros filmes como Young People e Miss Annie Rooney, ao lado de Shirley Temple; nos anos 1940 atuou como dançarina adolescente no casting da Universal e foi modelo de moda e propaganda.
Após muitos anos trabalhando como principal atração em clubes noturnos e teatros, Mills se tornou uma mulher pioneira em venda de serviços de processamento de dados na década de 1960, e foi a primeira mulher a presidir a Data Processing Management Association (atualmente Association of Information Technology Professionals - Associação dos Profissionais em Tecnologia da Informação, em livre tradução), em Los Angeles.
Ela chegou a ser vice-presidenta de marketing e relações públicas do Management Applied Programming, um importante centro de processamento de dados, onde iniciou uma divisão de organizações sem fins lucrativos; fundou ainda sua própria companhia de relacionamentos planejados, chamada A Party for All Seasons.
Em 1977 casou-se com Mel Hanson, de quem ficou viúva em 1995 após sua morte num acidente automobilístico.

## Filmografia
| Cinema    | Cinema                            | Cinema                            | Cinema                                                                    |
| Ano       | Filme                             | Papel                             | Notas                                                                     |
| --------- | --------------------------------- | --------------------------------- | ------------------------------------------------------------------------- |
| 1938      | Child Bride                       | Jennie Colton                     | Títulos alternativos: Child Bride of the Ozarks Child Brides Dust to Dust |
| 1939      | The Under-Pup                     | Cecilia Layton                    |                                                                           |
| 1940      | As Vinhas da Ira                  | Ruth Joad                         |                                                                           |
| 1940      | Virginia City                     | Menina sulista em prantos         | Sem crédito                                                               |
| 1940      | Young People                      | Mary Ann                          |                                                                           |
| 1940      | Five Little Peppers in Trouble    | June                              |                                                                           |
| 1940      | Diamond Frontier                  | Garota com gorro brincando na rua | Sem crédito                                                               |
| 1942      | Miss Annie Rooney                 | Audrey Hollis                     |                                                                           |
| 1943      | Shadow of a Doubt                 | Menina                            | Título alternativo: Shadow of Doubt                                       |
| 1943      | Reveille with Beverly             | Laura Jean Oliver                 | Sem crédito                                                               |
| 1943      | Henry Aldrich Gets Glamour        | Hortense                          | Sem crédito Título alternativo: Henry Gets Glamour                        |
| 1943      | Mister Big                        | Membro do cast, Jivin' Jills      | Sem crédito                                                               |
| 1943      | Top Man                           | Dançarina                         | Sem crédito Título alternativo: Man of the Family                         |
| 1943      | Always a Bridesmaid               |                                   | Sem crédito                                                               |
| 1943      | True to Life                      | Radio Sister                      | Sem crédito                                                               |
| 1944      | Chip Off the Old Block            | Member, Jivin' Jills              | Sem crédito                                                               |
| 1944      | None Shall Escape                 | Anna Oremska                      |                                                                           |
| 1944      | Nice Girls                        | "Tennessee" Collingwood           |                                                                           |
| 1945      | Patrick the Great                 | Membro do cast, Jivin' Jills      | Sem crédito                                                               |
| 1945      | Snafu                             | Estudante                         | Sem crédito Título alternativo: Welcome Home                              |
| 1946      | Blondie's Lucky Day               | Grace Perkins                     | Aparece em cenas deletadas                                                |
| 1946      | Betty Co-ed                       | Gloria Campbell                   | Título alternativo: The Melting Pot                                       |
| 1946      | That Brennan Girl                 | Olivette, a babá                  | Sem crédito Título alternativo: Tough Girl                                |
| 1949      | An Old-Fashioned Girl             | Belle                             |                                                                           |
| 1950      | It's a Small World                | Susan Musk com 16 anos            | Creditada como Shirley O. Mills                                           |
| 1950      | What Happened to Jo Jo            |                                   | Creditada como Shirley O. Mills                                           |
| 1951      | The Family Secret                 | File Girl                         | Sem crédito                                                               |
| 1951      | The Model and the Marriage Broker | Ina Kuschner                      | Sem crédito                                                               |
| 1952      | My Six Convicts                   | Blonde Tilly                      | Sem crédito Título alternativo: My 6 Convicts                             |
| Televisão |                                   |                                   |                                                                           |
| Ano       | Título                            | Papel                             | Notas                                                                     |
| 1954      | My Little Margie                  | Muriel Joyner                     | 1 episódio Creditada como Shirley O'Mills                                 |
| 1956      | Ford Star Jubilee                 |                                   | 1 episódio                                                                |